# Костахеля тема
Те́ма Костахеля — тема в шаховій композиції. Суть теми — після вступного ходу білих створюється загроза мату, чорні, захищаючись від загрози, непрямо (опосередковано) зв'язують білу фігуру і перекривають свою фігуру, і зв'язана біла тематична фігура, рухаючись по лінії зв'язки, використовує перекриття й оголошує мат.

## Історія
Цю ідею запропонував в 1936 році шаховий композитор з Румунії Октав Костахель (06.09.1911 — 16.12.1987).
Чорні в захисті перекривають свою фігуру і опосередковано (непрямо) зв'язують білу лінійну фігуру, яка оголошує мат, рухаючись по лінії зв'язки. На відміну від теми Крістоффаніні після вступного ходу загроза може виникати і від нетематичної білої фігури, тематична фігура повинна непрямо (опосередковано) зв'язуватись чорними з виключенням чорних фігур у варіантах гри, а в матових картинах повинно використовуватись активне перекриття чорних фігур.
Ідея дістала назву — тема Костахеля. Складовою цієї теми є тема Пелле.
|   | a | b | c | d | e | f | g | h |   |
| 8 | c8 чорний слон · b7 чорний пішак · e7 чорна тура · g7 чорний пішак · b6 білий кінь · g6 білий слон · a5 білий король · b5 білий ферзь · c5 чорний кінь · f5 чорний ферзь · e4 чорний король · g4 білий кінь · b3 чорний пішак · f3 біла тура · c2 чорний кінь · d2 чорна тура · e2 чорний пішак · g2 білий пішак · g1 білий слон | c8 чорний слон · b7 чорний пішак · e7 чорна тура · g7 чорний пішак · b6 білий кінь · g6 білий слон · a5 білий король · b5 білий ферзь · c5 чорний кінь · f5 чорний ферзь · e4 чорний король · g4 білий кінь · b3 чорний пішак · f3 біла тура · c2 чорний кінь · d2 чорна тура · e2 чорний пішак · g2 білий пішак · g1 білий слон | c8 чорний слон · b7 чорний пішак · e7 чорна тура · g7 чорний пішак · b6 білий кінь · g6 білий слон · a5 білий король · b5 білий ферзь · c5 чорний кінь · f5 чорний ферзь · e4 чорний король · g4 білий кінь · b3 чорний пішак · f3 біла тура · c2 чорний кінь · d2 чорна тура · e2 чорний пішак · g2 білий пішак · g1 білий слон | c8 чорний слон · b7 чорний пішак · e7 чорна тура · g7 чорний пішак · b6 білий кінь · g6 білий слон · a5 білий король · b5 білий ферзь · c5 чорний кінь · f5 чорний ферзь · e4 чорний король · g4 білий кінь · b3 чорний пішак · f3 біла тура · c2 чорний кінь · d2 чорна тура · e2 чорний пішак · g2 білий пішак · g1 білий слон | c8 чорний слон · b7 чорний пішак · e7 чорна тура · g7 чорний пішак · b6 білий кінь · g6 білий слон · a5 білий король · b5 білий ферзь · c5 чорний кінь · f5 чорний ферзь · e4 чорний король · g4 білий кінь · b3 чорний пішак · f3 біла тура · c2 чорний кінь · d2 чорна тура · e2 чорний пішак · g2 білий пішак · g1 білий слон | c8 чорний слон · b7 чорний пішак · e7 чорна тура · g7 чорний пішак · b6 білий кінь · g6 білий слон · a5 білий король · b5 білий ферзь · c5 чорний кінь · f5 чорний ферзь · e4 чорний король · g4 білий кінь · b3 чорний пішак · f3 біла тура · c2 чорний кінь · d2 чорна тура · e2 чорний пішак · g2 білий пішак · g1 білий слон | c8 чорний слон · b7 чорний пішак · e7 чорна тура · g7 чорний пішак · b6 білий кінь · g6 білий слон · a5 білий король · b5 білий ферзь · c5 чорний кінь · f5 чорний ферзь · e4 чорний король · g4 білий кінь · b3 чорний пішак · f3 біла тура · c2 чорний кінь · d2 чорна тура · e2 чорний пішак · g2 білий пішак · g1 білий слон | c8 чорний слон · b7 чорний пішак · e7 чорна тура · g7 чорний пішак · b6 білий кінь · g6 білий слон · a5 білий король · b5 білий ферзь · c5 чорний кінь · f5 чорний ферзь · e4 чорний король · g4 білий кінь · b3 чорний пішак · f3 біла тура · c2 чорний кінь · d2 чорна тура · e2 чорний пішак · g2 білий пішак · g1 білий слон | 8 |
| 7 | c8 чорний слон · b7 чорний пішак · e7 чорна тура · g7 чорний пішак · b6 білий кінь · g6 білий слон · a5 білий король · b5 білий ферзь · c5 чорний кінь · f5 чорний ферзь · e4 чорний король · g4 білий кінь · b3 чорний пішак · f3 біла тура · c2 чорний кінь · d2 чорна тура · e2 чорний пішак · g2 білий пішак · g1 білий слон | c8 чорний слон · b7 чорний пішак · e7 чорна тура · g7 чорний пішак · b6 білий кінь · g6 білий слон · a5 білий король · b5 білий ферзь · c5 чорний кінь · f5 чорний ферзь · e4 чорний король · g4 білий кінь · b3 чорний пішак · f3 біла тура · c2 чорний кінь · d2 чорна тура · e2 чорний пішак · g2 білий пішак · g1 білий слон | c8 чорний слон · b7 чорний пішак · e7 чорна тура · g7 чорний пішак · b6 білий кінь · g6 білий слон · a5 білий король · b5 білий ферзь · c5 чорний кінь · f5 чорний ферзь · e4 чорний король · g4 білий кінь · b3 чорний пішак · f3 біла тура · c2 чорний кінь · d2 чорна тура · e2 чорний пішак · g2 білий пішак · g1 білий слон | c8 чорний слон · b7 чорний пішак · e7 чорна тура · g7 чорний пішак · b6 білий кінь · g6 білий слон · a5 білий король · b5 білий ферзь · c5 чорний кінь · f5 чорний ферзь · e4 чорний король · g4 білий кінь · b3 чорний пішак · f3 біла тура · c2 чорний кінь · d2 чорна тура · e2 чорний пішак · g2 білий пішак · g1 білий слон | c8 чорний слон · b7 чорний пішак · e7 чорна тура · g7 чорний пішак · b6 білий кінь · g6 білий слон · a5 білий король · b5 білий ферзь · c5 чорний кінь · f5 чорний ферзь · e4 чорний король · g4 білий кінь · b3 чорний пішак · f3 біла тура · c2 чорний кінь · d2 чорна тура · e2 чорний пішак · g2 білий пішак · g1 білий слон | c8 чорний слон · b7 чорний пішак · e7 чорна тура · g7 чорний пішак · b6 білий кінь · g6 білий слон · a5 білий король · b5 білий ферзь · c5 чорний кінь · f5 чорний ферзь · e4 чорний король · g4 білий кінь · b3 чорний пішак · f3 біла тура · c2 чорний кінь · d2 чорна тура · e2 чорний пішак · g2 білий пішак · g1 білий слон | c8 чорний слон · b7 чорний пішак · e7 чорна тура · g7 чорний пішак · b6 білий кінь · g6 білий слон · a5 білий король · b5 білий ферзь · c5 чорний кінь · f5 чорний ферзь · e4 чорний король · g4 білий кінь · b3 чорний пішак · f3 біла тура · c2 чорний кінь · d2 чорна тура · e2 чорний пішак · g2 білий пішак · g1 білий слон | c8 чорний слон · b7 чорний пішак · e7 чорна тура · g7 чорний пішак · b6 білий кінь · g6 білий слон · a5 білий король · b5 білий ферзь · c5 чорний кінь · f5 чорний ферзь · e4 чорний король · g4 білий кінь · b3 чорний пішак · f3 біла тура · c2 чорний кінь · d2 чорна тура · e2 чорний пішак · g2 білий пішак · g1 білий слон | 7 |
| 6 | c8 чорний слон · b7 чорний пішак · e7 чорна тура · g7 чорний пішак · b6 білий кінь · g6 білий слон · a5 білий король · b5 білий ферзь · c5 чорний кінь · f5 чорний ферзь · e4 чорний король · g4 білий кінь · b3 чорний пішак · f3 біла тура · c2 чорний кінь · d2 чорна тура · e2 чорний пішак · g2 білий пішак · g1 білий слон | c8 чорний слон · b7 чорний пішак · e7 чорна тура · g7 чорний пішак · b6 білий кінь · g6 білий слон · a5 білий король · b5 білий ферзь · c5 чорний кінь · f5 чорний ферзь · e4 чорний король · g4 білий кінь · b3 чорний пішак · f3 біла тура · c2 чорний кінь · d2 чорна тура · e2 чорний пішак · g2 білий пішак · g1 білий слон | c8 чорний слон · b7 чорний пішак · e7 чорна тура · g7 чорний пішак · b6 білий кінь · g6 білий слон · a5 білий король · b5 білий ферзь · c5 чорний кінь · f5 чорний ферзь · e4 чорний король · g4 білий кінь · b3 чорний пішак · f3 біла тура · c2 чорний кінь · d2 чорна тура · e2 чорний пішак · g2 білий пішак · g1 білий слон | c8 чорний слон · b7 чорний пішак · e7 чорна тура · g7 чорний пішак · b6 білий кінь · g6 білий слон · a5 білий король · b5 білий ферзь · c5 чорний кінь · f5 чорний ферзь · e4 чорний король · g4 білий кінь · b3 чорний пішак · f3 біла тура · c2 чорний кінь · d2 чорна тура · e2 чорний пішак · g2 білий пішак · g1 білий слон | c8 чорний слон · b7 чорний пішак · e7 чорна тура · g7 чорний пішак · b6 білий кінь · g6 білий слон · a5 білий король · b5 білий ферзь · c5 чорний кінь · f5 чорний ферзь · e4 чорний король · g4 білий кінь · b3 чорний пішак · f3 біла тура · c2 чорний кінь · d2 чорна тура · e2 чорний пішак · g2 білий пішак · g1 білий слон | c8 чорний слон · b7 чорний пішак · e7 чорна тура · g7 чорний пішак · b6 білий кінь · g6 білий слон · a5 білий король · b5 білий ферзь · c5 чорний кінь · f5 чорний ферзь · e4 чорний король · g4 білий кінь · b3 чорний пішак · f3 біла тура · c2 чорний кінь · d2 чорна тура · e2 чорний пішак · g2 білий пішак · g1 білий слон | c8 чорний слон · b7 чорний пішак · e7 чорна тура · g7 чорний пішак · b6 білий кінь · g6 білий слон · a5 білий король · b5 білий ферзь · c5 чорний кінь · f5 чорний ферзь · e4 чорний король · g4 білий кінь · b3 чорний пішак · f3 біла тура · c2 чорний кінь · d2 чорна тура · e2 чорний пішак · g2 білий пішак · g1 білий слон | c8 чорний слон · b7 чорний пішак · e7 чорна тура · g7 чорний пішак · b6 білий кінь · g6 білий слон · a5 білий король · b5 білий ферзь · c5 чорний кінь · f5 чорний ферзь · e4 чорний король · g4 білий кінь · b3 чорний пішак · f3 біла тура · c2 чорний кінь · d2 чорна тура · e2 чорний пішак · g2 білий пішак · g1 білий слон | 6 |
| 5 | c8 чорний слон · b7 чорний пішак · e7 чорна тура · g7 чорний пішак · b6 білий кінь · g6 білий слон · a5 білий король · b5 білий ферзь · c5 чорний кінь · f5 чорний ферзь · e4 чорний король · g4 білий кінь · b3 чорний пішак · f3 біла тура · c2 чорний кінь · d2 чорна тура · e2 чорний пішак · g2 білий пішак · g1 білий слон | c8 чорний слон · b7 чорний пішак · e7 чорна тура · g7 чорний пішак · b6 білий кінь · g6 білий слон · a5 білий король · b5 білий ферзь · c5 чорний кінь · f5 чорний ферзь · e4 чорний король · g4 білий кінь · b3 чорний пішак · f3 біла тура · c2 чорний кінь · d2 чорна тура · e2 чорний пішак · g2 білий пішак · g1 білий слон | c8 чорний слон · b7 чорний пішак · e7 чорна тура · g7 чорний пішак · b6 білий кінь · g6 білий слон · a5 білий король · b5 білий ферзь · c5 чорний кінь · f5 чорний ферзь · e4 чорний король · g4 білий кінь · b3 чорний пішак · f3 біла тура · c2 чорний кінь · d2 чорна тура · e2 чорний пішак · g2 білий пішак · g1 білий слон | c8 чорний слон · b7 чорний пішак · e7 чорна тура · g7 чорний пішак · b6 білий кінь · g6 білий слон · a5 білий король · b5 білий ферзь · c5 чорний кінь · f5 чорний ферзь · e4 чорний король · g4 білий кінь · b3 чорний пішак · f3 біла тура · c2 чорний кінь · d2 чорна тура · e2 чорний пішак · g2 білий пішак · g1 білий слон | c8 чорний слон · b7 чорний пішак · e7 чорна тура · g7 чорний пішак · b6 білий кінь · g6 білий слон · a5 білий король · b5 білий ферзь · c5 чорний кінь · f5 чорний ферзь · e4 чорний король · g4 білий кінь · b3 чорний пішак · f3 біла тура · c2 чорний кінь · d2 чорна тура · e2 чорний пішак · g2 білий пішак · g1 білий слон | c8 чорний слон · b7 чорний пішак · e7 чорна тура · g7 чорний пішак · b6 білий кінь · g6 білий слон · a5 білий король · b5 білий ферзь · c5 чорний кінь · f5 чорний ферзь · e4 чорний король · g4 білий кінь · b3 чорний пішак · f3 біла тура · c2 чорний кінь · d2 чорна тура · e2 чорний пішак · g2 білий пішак · g1 білий слон | c8 чорний слон · b7 чорний пішак · e7 чорна тура · g7 чорний пішак · b6 білий кінь · g6 білий слон · a5 білий король · b5 білий ферзь · c5 чорний кінь · f5 чорний ферзь · e4 чорний король · g4 білий кінь · b3 чорний пішак · f3 біла тура · c2 чорний кінь · d2 чорна тура · e2 чорний пішак · g2 білий пішак · g1 білий слон | c8 чорний слон · b7 чорний пішак · e7 чорна тура · g7 чорний пішак · b6 білий кінь · g6 білий слон · a5 білий король · b5 білий ферзь · c5 чорний кінь · f5 чорний ферзь · e4 чорний король · g4 білий кінь · b3 чорний пішак · f3 біла тура · c2 чорний кінь · d2 чорна тура · e2 чорний пішак · g2 білий пішак · g1 білий слон | 5 |
| 4 | c8 чорний слон · b7 чорний пішак · e7 чорна тура · g7 чорний пішак · b6 білий кінь · g6 білий слон · a5 білий король · b5 білий ферзь · c5 чорний кінь · f5 чорний ферзь · e4 чорний король · g4 білий кінь · b3 чорний пішак · f3 біла тура · c2 чорний кінь · d2 чорна тура · e2 чорний пішак · g2 білий пішак · g1 білий слон | c8 чорний слон · b7 чорний пішак · e7 чорна тура · g7 чорний пішак · b6 білий кінь · g6 білий слон · a5 білий король · b5 білий ферзь · c5 чорний кінь · f5 чорний ферзь · e4 чорний король · g4 білий кінь · b3 чорний пішак · f3 біла тура · c2 чорний кінь · d2 чорна тура · e2 чорний пішак · g2 білий пішак · g1 білий слон | c8 чорний слон · b7 чорний пішак · e7 чорна тура · g7 чорний пішак · b6 білий кінь · g6 білий слон · a5 білий король · b5 білий ферзь · c5 чорний кінь · f5 чорний ферзь · e4 чорний король · g4 білий кінь · b3 чорний пішак · f3 біла тура · c2 чорний кінь · d2 чорна тура · e2 чорний пішак · g2 білий пішак · g1 білий слон | c8 чорний слон · b7 чорний пішак · e7 чорна тура · g7 чорний пішак · b6 білий кінь · g6 білий слон · a5 білий король · b5 білий ферзь · c5 чорний кінь · f5 чорний ферзь · e4 чорний король · g4 білий кінь · b3 чорний пішак · f3 біла тура · c2 чорний кінь · d2 чорна тура · e2 чорний пішак · g2 білий пішак · g1 білий слон | c8 чорний слон · b7 чорний пішак · e7 чорна тура · g7 чорний пішак · b6 білий кінь · g6 білий слон · a5 білий король · b5 білий ферзь · c5 чорний кінь · f5 чорний ферзь · e4 чорний король · g4 білий кінь · b3 чорний пішак · f3 біла тура · c2 чорний кінь · d2 чорна тура · e2 чорний пішак · g2 білий пішак · g1 білий слон | c8 чорний слон · b7 чорний пішак · e7 чорна тура · g7 чорний пішак · b6 білий кінь · g6 білий слон · a5 білий король · b5 білий ферзь · c5 чорний кінь · f5 чорний ферзь · e4 чорний король · g4 білий кінь · b3 чорний пішак · f3 біла тура · c2 чорний кінь · d2 чорна тура · e2 чорний пішак · g2 білий пішак · g1 білий слон | c8 чорний слон · b7 чорний пішак · e7 чорна тура · g7 чорний пішак · b6 білий кінь · g6 білий слон · a5 білий король · b5 білий ферзь · c5 чорний кінь · f5 чорний ферзь · e4 чорний король · g4 білий кінь · b3 чорний пішак · f3 біла тура · c2 чорний кінь · d2 чорна тура · e2 чорний пішак · g2 білий пішак · g1 білий слон | c8 чорний слон · b7 чорний пішак · e7 чорна тура · g7 чорний пішак · b6 білий кінь · g6 білий слон · a5 білий король · b5 білий ферзь · c5 чорний кінь · f5 чорний ферзь · e4 чорний король · g4 білий кінь · b3 чорний пішак · f3 біла тура · c2 чорний кінь · d2 чорна тура · e2 чорний пішак · g2 білий пішак · g1 білий слон | 4 |
| 3 | c8 чорний слон · b7 чорний пішак · e7 чорна тура · g7 чорний пішак · b6 білий кінь · g6 білий слон · a5 білий король · b5 білий ферзь · c5 чорний кінь · f5 чорний ферзь · e4 чорний король · g4 білий кінь · b3 чорний пішак · f3 біла тура · c2 чорний кінь · d2 чорна тура · e2 чорний пішак · g2 білий пішак · g1 білий слон | c8 чорний слон · b7 чорний пішак · e7 чорна тура · g7 чорний пішак · b6 білий кінь · g6 білий слон · a5 білий король · b5 білий ферзь · c5 чорний кінь · f5 чорний ферзь · e4 чорний король · g4 білий кінь · b3 чорний пішак · f3 біла тура · c2 чорний кінь · d2 чорна тура · e2 чорний пішак · g2 білий пішак · g1 білий слон | c8 чорний слон · b7 чорний пішак · e7 чорна тура · g7 чорний пішак · b6 білий кінь · g6 білий слон · a5 білий король · b5 білий ферзь · c5 чорний кінь · f5 чорний ферзь · e4 чорний король · g4 білий кінь · b3 чорний пішак · f3 біла тура · c2 чорний кінь · d2 чорна тура · e2 чорний пішак · g2 білий пішак · g1 білий слон | c8 чорний слон · b7 чорний пішак · e7 чорна тура · g7 чорний пішак · b6 білий кінь · g6 білий слон · a5 білий король · b5 білий ферзь · c5 чорний кінь · f5 чорний ферзь · e4 чорний король · g4 білий кінь · b3 чорний пішак · f3 біла тура · c2 чорний кінь · d2 чорна тура · e2 чорний пішак · g2 білий пішак · g1 білий слон | c8 чорний слон · b7 чорний пішак · e7 чорна тура · g7 чорний пішак · b6 білий кінь · g6 білий слон · a5 білий король · b5 білий ферзь · c5 чорний кінь · f5 чорний ферзь · e4 чорний король · g4 білий кінь · b3 чорний пішак · f3 біла тура · c2 чорний кінь · d2 чорна тура · e2 чорний пішак · g2 білий пішак · g1 білий слон | c8 чорний слон · b7 чорний пішак · e7 чорна тура · g7 чорний пішак · b6 білий кінь · g6 білий слон · a5 білий король · b5 білий ферзь · c5 чорний кінь · f5 чорний ферзь · e4 чорний король · g4 білий кінь · b3 чорний пішак · f3 біла тура · c2 чорний кінь · d2 чорна тура · e2 чорний пішак · g2 білий пішак · g1 білий слон | c8 чорний слон · b7 чорний пішак · e7 чорна тура · g7 чорний пішак · b6 білий кінь · g6 білий слон · a5 білий король · b5 білий ферзь · c5 чорний кінь · f5 чорний ферзь · e4 чорний король · g4 білий кінь · b3 чорний пішак · f3 біла тура · c2 чорний кінь · d2 чорна тура · e2 чорний пішак · g2 білий пішак · g1 білий слон | c8 чорний слон · b7 чорний пішак · e7 чорна тура · g7 чорний пішак · b6 білий кінь · g6 білий слон · a5 білий король · b5 білий ферзь · c5 чорний кінь · f5 чорний ферзь · e4 чорний король · g4 білий кінь · b3 чорний пішак · f3 біла тура · c2 чорний кінь · d2 чорна тура · e2 чорний пішак · g2 білий пішак · g1 білий слон | 3 |
| 2 | c8 чорний слон · b7 чорний пішак · e7 чорна тура · g7 чорний пішак · b6 білий кінь · g6 білий слон · a5 білий король · b5 білий ферзь · c5 чорний кінь · f5 чорний ферзь · e4 чорний король · g4 білий кінь · b3 чорний пішак · f3 біла тура · c2 чорний кінь · d2 чорна тура · e2 чорний пішак · g2 білий пішак · g1 білий слон | c8 чорний слон · b7 чорний пішак · e7 чорна тура · g7 чорний пішак · b6 білий кінь · g6 білий слон · a5 білий король · b5 білий ферзь · c5 чорний кінь · f5 чорний ферзь · e4 чорний король · g4 білий кінь · b3 чорний пішак · f3 біла тура · c2 чорний кінь · d2 чорна тура · e2 чорний пішак · g2 білий пішак · g1 білий слон | c8 чорний слон · b7 чорний пішак · e7 чорна тура · g7 чорний пішак · b6 білий кінь · g6 білий слон · a5 білий король · b5 білий ферзь · c5 чорний кінь · f5 чорний ферзь · e4 чорний король · g4 білий кінь · b3 чорний пішак · f3 біла тура · c2 чорний кінь · d2 чорна тура · e2 чорний пішак · g2 білий пішак · g1 білий слон | c8 чорний слон · b7 чорний пішак · e7 чорна тура · g7 чорний пішак · b6 білий кінь · g6 білий слон · a5 білий король · b5 білий ферзь · c5 чорний кінь · f5 чорний ферзь · e4 чорний король · g4 білий кінь · b3 чорний пішак · f3 біла тура · c2 чорний кінь · d2 чорна тура · e2 чорний пішак · g2 білий пішак · g1 білий слон | c8 чорний слон · b7 чорний пішак · e7 чорна тура · g7 чорний пішак · b6 білий кінь · g6 білий слон · a5 білий король · b5 білий ферзь · c5 чорний кінь · f5 чорний ферзь · e4 чорний король · g4 білий кінь · b3 чорний пішак · f3 біла тура · c2 чорний кінь · d2 чорна тура · e2 чорний пішак · g2 білий пішак · g1 білий слон | c8 чорний слон · b7 чорний пішак · e7 чорна тура · g7 чорний пішак · b6 білий кінь · g6 білий слон · a5 білий король · b5 білий ферзь · c5 чорний кінь · f5 чорний ферзь · e4 чорний король · g4 білий кінь · b3 чорний пішак · f3 біла тура · c2 чорний кінь · d2 чорна тура · e2 чорний пішак · g2 білий пішак · g1 білий слон | c8 чорний слон · b7 чорний пішак · e7 чорна тура · g7 чорний пішак · b6 білий кінь · g6 білий слон · a5 білий король · b5 білий ферзь · c5 чорний кінь · f5 чорний ферзь · e4 чорний король · g4 білий кінь · b3 чорний пішак · f3 біла тура · c2 чорний кінь · d2 чорна тура · e2 чорний пішак · g2 білий пішак · g1 білий слон | c8 чорний слон · b7 чорний пішак · e7 чорна тура · g7 чорний пішак · b6 білий кінь · g6 білий слон · a5 білий король · b5 білий ферзь · c5 чорний кінь · f5 чорний ферзь · e4 чорний король · g4 білий кінь · b3 чорний пішак · f3 біла тура · c2 чорний кінь · d2 чорна тура · e2 чорний пішак · g2 білий пішак · g1 білий слон | 2 |
| 1 | c8 чорний слон · b7 чорний пішак · e7 чорна тура · g7 чорний пішак · b6 білий кінь · g6 білий слон · a5 білий король · b5 білий ферзь · c5 чорний кінь · f5 чорний ферзь · e4 чорний король · g4 білий кінь · b3 чорний пішак · f3 біла тура · c2 чорний кінь · d2 чорна тура · e2 чорний пішак · g2 білий пішак · g1 білий слон | c8 чорний слон · b7 чорний пішак · e7 чорна тура · g7 чорний пішак · b6 білий кінь · g6 білий слон · a5 білий король · b5 білий ферзь · c5 чорний кінь · f5 чорний ферзь · e4 чорний король · g4 білий кінь · b3 чорний пішак · f3 біла тура · c2 чорний кінь · d2 чорна тура · e2 чорний пішак · g2 білий пішак · g1 білий слон | c8 чорний слон · b7 чорний пішак · e7 чорна тура · g7 чорний пішак · b6 білий кінь · g6 білий слон · a5 білий король · b5 білий ферзь · c5 чорний кінь · f5 чорний ферзь · e4 чорний король · g4 білий кінь · b3 чорний пішак · f3 біла тура · c2 чорний кінь · d2 чорна тура · e2 чорний пішак · g2 білий пішак · g1 білий слон | c8 чорний слон · b7 чорний пішак · e7 чорна тура · g7 чорний пішак · b6 білий кінь · g6 білий слон · a5 білий король · b5 білий ферзь · c5 чорний кінь · f5 чорний ферзь · e4 чорний король · g4 білий кінь · b3 чорний пішак · f3 біла тура · c2 чорний кінь · d2 чорна тура · e2 чорний пішак · g2 білий пішак · g1 білий слон | c8 чорний слон · b7 чорний пішак · e7 чорна тура · g7 чорний пішак · b6 білий кінь · g6 білий слон · a5 білий король · b5 білий ферзь · c5 чорний кінь · f5 чорний ферзь · e4 чорний король · g4 білий кінь · b3 чорний пішак · f3 біла тура · c2 чорний кінь · d2 чорна тура · e2 чорний пішак · g2 білий пішак · g1 білий слон | c8 чорний слон · b7 чорний пішак · e7 чорна тура · g7 чорний пішак · b6 білий кінь · g6 білий слон · a5 білий король · b5 білий ферзь · c5 чорний кінь · f5 чорний ферзь · e4 чорний король · g4 білий кінь · b3 чорний пішак · f3 біла тура · c2 чорний кінь · d2 чорна тура · e2 чорний пішак · g2 білий пішак · g1 білий слон | c8 чорний слон · b7 чорний пішак · e7 чорна тура · g7 чорний пішак · b6 білий кінь · g6 білий слон · a5 білий король · b5 білий ферзь · c5 чорний кінь · f5 чорний ферзь · e4 чорний король · g4 білий кінь · b3 чорний пішак · f3 біла тура · c2 чорний кінь · d2 чорна тура · e2 чорний пішак · g2 білий пішак · g1 білий слон | c8 чорний слон · b7 чорний пішак · e7 чорна тура · g7 чорний пішак · b6 білий кінь · g6 білий слон · a5 білий король · b5 білий ферзь · c5 чорний кінь · f5 чорний ферзь · e4 чорний король · g4 білий кінь · b3 чорний пішак · f3 біла тура · c2 чорний кінь · d2 чорна тура · e2 чорний пішак · g2 білий пішак · g1 білий слон | 1 |
|   | a | b | c | d | e | f | g | h |   |

FEN: 2b5/1p2r1p1/1N4B1/KQn2q2/4k1N1/1p3R2/2nrp1P1/6B1
1. Bh2! ~ 2. Rf4#
1. ... Sd3 2. Qd5#
1. ... Se6 2. Qe5#
- — - — - — -
1. ... Kd4 2. Qc4#